# Patentee (locomotora)
La Patentee fue un revolucionario tipo de locomotora de vapor 2-2-2, introducida por Robert Stephenson and Company en 1833, como una ampliación de su tipo Planet 2-2-0. La disposición de dos ruedas delanteras en un eje, dos ruedas motrices en un segundo eje, y otras dos ruedas traseras en un tercer eje, proporcionaron más estabilidad y permitieron ubicar un fogón más grande que en los tipos anteriores de locomotoras 0-2-2 y 2-2-0.

## Historia
Una de las primeras unidades, la Adler (la primera locomotora exitosa en operar en Alemania), era una Patentee suministrada por Robert Stephenson and Company en forma de componentes en diciembre de 1835. Otras unidades se exportaron a los Países Bajos (especialmente la Arend en 1839), Rusia e Italia. Otra, Le Belge, fue la primera locomotora de ferrocarril de vapor construida en Bélgica, fabricada en 1835 por John Cockerill bajo licencia de la compañía Stephenson. Hacia 1838, este tipo de locomotora se había convertido en el diseño estándar de las máquinas de Robert Stephenson and Company para los trenes de pasajeros.
Daniel Gooch supervisó la construcción de dos locomotoras de estilo Patentee originalmente destinadas al ferrocarril de Nueva Orleans, que disponía de un ancho de vía de 5 pies y 6 pulgadas (1676 mm). Cuando se retiró el pedido estadounidense, la North Star y la Morning Star se vendieron al Great Western Railway, transformándose al ancho de vía de 7 pies concebido por Brunel, formando la base de las locomotoras de la Clase Star del GWR.